# Tithraustes nasor
Tithraustes nasor är en fjärilsart som beskrevs av Druce 1899. Tithraustes nasor ingår i släktet Tithraustes och familjen tandspinnare. Inga underarter finns listade i Catalogue of Life.